# Orca (programari)
L'Orca és un lector de pantalla lliure i de codi obert creat pel Projecte GNOME i destinat a usuaris amb discapacitats visuals. Utilitzant un conjunt de tecnologies per a la síntesi de parla i braille, facilita l'accés a programes i eines que funcionen amb l'Assistive Technology Service Provider Interface, on s'inclouen l'escriptori GNOME, el programari de Mozilla (Firefox i Thunderbird), l'OpenOffice.org i el LibreOffice així com el programari creat amb les biblioteques d'interfícies gràfiques GTK+ i Qt.
El nom Orca prové de la tradició d'anomenar els lectors de pantalla amb el nom de criatures aquàtiques, com el lector JAWS per a Window, el Flipper per a DOS i la companyia anglesa Dolphin Computer Access.
Des de la versió 2.16 del GNOME, l'Orca és el lector de pantalla per defecte, en substitució del Gnopernicus. A conseqüència d'això, l'Orca segueix el cicle de desenvolupament del GNOME, és a dir, se'n publica una nova versió aproximadament cada sis mesos. L'Orca ve instal·lat per defecte en moltes distribucions, incloent-hi Solaris, Fedora, openSUSE i Ubuntu.